# Ramon Filippini
Ramon Hans Ernesto Filippini, född 17 november 1928 i Malmö, död 22 juni 2008, var en svensk fotbollsspelare.
Filippini gjorde 3 mål på 12 matcher för Malmö FF då de vann Allsvenskan 1950/1951 och blev svenska mästare. Efter säsongen 1950/1951 flyttade Filippini till italienska AC Legnano, dit även lagkamraten Calle Palmér gick. Han spelade 12 matcher och gjorde ett mål för klubben i Serie A säsongen 1951/1952.